# Pick Withers
Pick Withers (4 d’abril de 1948, Leicester, Regne Unit) és un bateria anglès de nacionalitat britànica, membre fundador de la famosa banda de rock Dire Straits.
Durant tota la seva carrera musical ha tocat en diferents grups sobretot en l’època dels 70 quan encara no s’havia unit a Dire Straits, sent aquesta la banda en què més èxit ha aconseguit, tals com: (“Sultans of Swing”, “Money for Nothing” i “Walk of life”)?

## Biografia
Pick Withers va començar a ser bateria a la “boys brigade” sent ensenyat per Richard Storer. Als 17 anys va tocar en una banda italiana anomenada “The primitives”. Després d'abandonar la banda, va firmar un contracte amb el grup SPRING amb el qual havia de fer algunes cançons. Van tenir poc èxit només traient 11 cançons amb la productora.
Als anys 70, Pick va ser el bateria principal de la productora Rockfield Studios on allà va col·laborar amb artistes com Dave Edmunds.

## Dire Straits
Pick Withers va conèixer a Mark Knopfler (conegut per ser el guitarrista i cantant de Dire Straits) pels anys 70 a Londres en una banda anomenada Brewer’s Drop. Aquesta banda es va separar just quan estan produint el seu segon àlbum.
Mark Knopfler va cridar al baixista John Illsley per formar una banda, Cafe Racers, el nom és degut al fet que tocaven a bars musicals i pubs. Llavors Withers va tenir l’idea de canviar el nom a Dire Straits (que fa referència a una situació extrema) degut a la seva penosa situació econòmica.
Dire Straits van publicar el seu primer àlbum l’any 1978 on van anant guanyant èxit progressivament.
L’estil de Pick Withers es basava en tocar ritmes de blues al principi, pero al anar avançant amb la banda, cada cop guanyant més fama van anar implementant més estils.
Pick va deixar la banda l’any 1982 perquè va decidir orientar-se més cap a l’estil de jazz. El va substituir el músic Terry Williams.

## Discografia

### Spring
- 1971 - Spring.

### Brewer's Droop
Booze Brothers (gravat el 1972, publicat el 1989)

### Magna Carta
- 1976 - Putting It Back Together.

### Dire Straits
- 1978 - Dire Straits.
- 1979 - Communiqué.
- 1980 - Making Movies.
- 1982 - Love Over Gold.
- 1983 - Extended Dance.
- 1988 - Money for Nothing.
- 1995 - Live at the BBC.
- 1998 - Sultans of Swing: The Very Best of Dire Straits.
- 2005 - Private Investigations: The Best of Dire Straits & Mark Knopfler.